# Grzyby termofilne
Grzyby termofilne, grzyby ciepłolubne (ang. thermophilic fungi) – grzyby, dla których minimalna temperatura wzrostu jest równa lub wyższa niż 20 °C, a maksymalna temperatura wzrostu dochodzi do 60, nawet 62 stopni C.

## Charakterystyka
Większość grzybów jest mezofilna i rośnie w temperaturach od 5° do 35 °C, przy czym optymalne warunki wzrostu występują w zakresie od 20° do 30 °C. Istnieją jednak grzyby termofilne mogące żyć w wyższych temperaturach. Są one jedynymi przedstawicielami organizmów eukariotycznych, którzy mogą rosnąć w temperaturach powyżej 45 °C. Są cennymi organizmami eksperymentalnymi do badań mechanizmów, które umożliwiają wzrost w umiarkowanie wysokiej temperaturze, ale ograniczają ich wzrost powyżej 60 do 62 stopni C. Chociaż są szeroko rozpowszechnione w siedliskach lądowych, są słabo zbadane w porównaniu do termofilnych bakterii i archeonów. Grzyby termofilne mają duży potencjał do wykorzystania ich w biotechnologii; są potencjalnymi źródłami enzymów o znaczeniu naukowym i komercyjnym. Wiele grzybów termofilnych należy do typu workowców (Ascomycota) lub sprzężniaków (Zygomycota), większość ich gatunków do rzędu Sordariales. Do grzybów termofilnych należą m.in. Acremonium thermophilum, Chaetomium thermophilum, Humicola grisea, Humicola insolens, Melanocarpus albomyces, Talaromyces emersonii.

## Siedlisko
Grzyby termofilne i grzyby termotolerancyjne występują w różnych siedliskach. Często zasiedlają takie siedliska jak duże, wilgotne, dobrze izolowane stosy materii organicznej, w których temperatura wewnętrzna wzrasta w wyniku oddychania mikrobiologicznego (termogenezy). Są to np. pryzmy kompostowe, grządki grzybowe, odpady komunalne i złoża kompostu oraz pryzmy domowych i przemysłowych wiórów drzewnych. Grzyby termofilne i termotolerancyjne można również wyizolować z gniazd ptaków, gniazd aligatorów, hałd węglowych i gorących źródeł wulkanicznych. Grzyby termofilne i termotolerancyjne są wszechobecne w glebach wszędzie tam, gdzie słońce może ogrzać glebę do temperatur odpowiednich do kiełkowania i wzrostu. Mogą być istotnym składnikiem mikrobioty glebowo-grzybicznej w suchych siedliskach. Bardzo rzadko natomiast są izolowane z powietrza, zbiorników wodnych lub organizmu ludzkiego i zwierzęcego.

## Fizjologia
Grzyby termofilne można hodować z szybkością metabolizmu i wydajnością wzrostu porównywalną z grzybami mezofilnymi. Badania kinetyki wzrostu, oddychania, wykorzystania mieszanego substratu, pobierania składników odżywczych i szybkości rozkładu białek dostarczyły podstawowych informacji nie tylko na temat grzybów termofilnych, ale także na temat grzybów nitkowatych w ogóle. Niektóre gatunki mają zdolność do wzrostu w temperaturze pokojowej, jeśli kultury są inicjowane z kiełkujących zarodników lub inokulum grzybni lub jeśli stosuje się bogate w składniki odżywcze podłoże. Grzyby termofilne mają silną zdolność do degradacji składników polisacharydowych biomasy. Właściwości ich enzymów wykazują różnice nie tylko między gatunkami, ale także między szczepami tego samego gatunku. Ich enzymy zewnątrzkomórkowe wykazują optymalne temperatury aktywności, które są bliskie lub wyższe od optymalnej temperatury wzrostu organizmu i ogólnie są bardziej stabilne cieplnie niż enzymy grzybów mezofilnych. Niektóre enzymy zewnątrzkomórkowe z grzybów termofilnych są produkowane komercyjnie, a kilka innych ma perspektywy komercyjne. Geny grzybów termofilnych kodujące lipazę, proteazę, ksylanazę i celulazę zostały sklonowane, a czyste białka krystaliczne zostały uzyskane w celu wyjaśnienia mechanizmów ich wewnętrznej termostabilności i katalizy. Natomiast stabilność termiczna kilku oczyszczonych enzymów wewnątrzkomórkowych jest porównywalna lub, w niektórych przypadkach, niższa niż w przypadku enzymów z grzybów mezofilnych.